# 罗甸黄芩
罗甸黄芩（学名：Scutellaria lotienensis）为唇形科黄芩属下的一个种。

## 扩展阅读
- 維基物種上的相關：罗甸黄芩